# Aleea savanților și medicilor iluștri din Chișinău
Aleea savanților și medicilor iluștri din Chișinău este un complex sculptural constând din busturile a 42 de personalități marcante ale medicinei și farmaciei autohtone, care au contribuit la dezvoltarea Universității de Medicină și a sistemului național de sănătate.
Este amplasată în regiunea Mălina Mică (str. Nicolae Testemițanu, 27), în vecinătatea Blocului didactic nr. 1 „Leonid Cobâleanschi" al Universității de Stat de Medicină și Farmacie „Nicolae Testemițanu” și a unui complex universitar socio-cultural în care sunt amplasate Muzeul de Istorie a Medicinei și Farmaciei, Biblioteca Științifică Medicală, o sală de conferințe, centrul de autoguvernare studențească ș.a.
Aleea a fost inaugurată la 9 octombrie 2015, cu prilejul aniversării a 70 de ani de la fondarea USMF „Nicolae Testemițanu”.
Autorii busturilor sunt: Valerian Doicov, Mihai Damian, Ion Zderciuc, Ioan Grecu, Veaceslav Jiglițchi, Vasile Sitari, Grigore Sultan și Veaceslav Zaițev.

## Personalități
| Nume (naștere–deces)              | Bust | Apreciere |
| --------------------------------- | ---- | --- |
| Nicolae Anestiadi (1916–1968)     |      | „Ilustru savant, fondator al școlii naționale de cardiochirurgie"                                                    |
| Vasile Anestiadi (1928–2014)      |      | „Rector, academician al AȘM, model de principialitate, exigență și responsabilitate"                                 |
| Andrei Banaru (1937–1987)         |      | „Pedagog talentat și excelent morfopatolog cu o ținută academică impecabilă"                                         |
| Pavel Bâtcă (1927–2014)           |      | „Profesor, Lucrător Emerit al Școlii Superioare, mânuitor iscusit al bisturiului"                                    |
| Vitalie Bețișor (1937–2005)       |      | „Promotor al ortopediei contemporane, academician al AȘM"                                                            |
| Mihail Borzov (1899–1983)         |      | „Profesor, primul decan al ISMC, fondator al școlii de dermatovenerologie"                                           |
| Vasilii Cecurin (1891–1963)       |      | „Fondator al Catedrei de otorinolaringologie a Institutului de Stat de Medicină din Chișinău”                        |
| Toma Ciorbă (1864–1936)           |      | „Ilustru medic umanist din Basarabia"                                                                                |
| Leonid Cobâleanschi (1939–1994)   |      | „Rector, proeminent savant cu moralitate și modestie ireproșabilă"                                                   |
| Aron Cocerghinschi (1898–1971)    |      | „Savant, clinician și fondator al școlii de obstetrică și ginecologie din Moldova"                                   |
| Gurie Coșciug (1924–2013)         |      | „Patriarh al oncologiei naționale, savant înzestrat cu modestie excepțională"                                        |
| Roman Coșciug (1924–1999)         |      | „Șef al Catedrei de terapie nr. 1 a Facultății de Perfecționare a Medicilor a ISMC, eminent al ocrotirii sănătății”  |
| Vasilii Cuprianov (1912–2006)     |      | „Șef al Catedrei anatomie a omului a ISMC, academician al AȘM din URSS”                                              |
| Nikolai Kuznețov (1897–1988)      |      | „Profesor, patriarh al histologiei practice și al chirurgiei regenerative"                                           |
| Chiril Draganiuc (1931–2004)      |      | „Ministru al Sănătății, personalitate marcantă a medicinei autohtone"                                                |
| Nicolae Eșanu (1941–2009)         |      | „Distins profesor, model de patriotism universitar în numele prezentului și al viitorului"                           |
| Constantin Ețco (1941–2017)       |      | „Unul dintre cei mai de vază specialiști în domeniul medicinei sociale și al managementului sanitar din țară”        |
| Petru Galețchi (1938–2004)        |      | „Profesor eminent, metodist de excepție al școlii superioare, patriot al pământului și neamului"                     |
| Moisei Ghehtman (1901–1973)       |      | „Viceministru al Sănătății, eminent savant și organizator al ocrotirii sănătății"                                    |
| Natalia Gheorghiu (1914–2001)     |      | „Medic legendă, academician al AȘM a URSS"                                                                           |
| Diomid Gherman (1928–2014)        |      | „Personalitate ilustră a contemporaneității, academician al AȘM"                                                     |
| Eugen Gladun (1936–2014)          |      | „Ministru al Sănătății, membru corespondent al AȘM, Om cu o vastă cultură umanistă"                                  |
| Arsenie Guțan (1927–2010)         |      | „Personalitate notorie pe arealul stomatologiei naționale"                                                           |
| Valentina Halitov (1926–2012)     |      | „Profesor, erudit medic cu tact pedagogic și spirit moral înnăscut"                                                  |
| Ion Marin (1931–2015)             |      | „Profesor universitar, renumit medic ortoped-traumatolog, talentat savant, ilustru pedagog”                          |
| Constantin Matcovschi (1930–2015) |      | „Promotor a farmaceuticii autohtone, primul decan a Facultății de Farmacie a ISMC”                                   |
| Alexei Molohov (1897–1966)        |      | „Profesor universitar, fondator al Catedrei de psihiatrie a ISMC”                                                    |
| Timofei Moșneaga (1932–2014)      |      | „Ministru al Sănătății, iscusit manager și Medic al Poporului"                                                       |
| Boris Perlin (1912–1995)          |      | „Profesor, personalitate notorie a învățământului superior medical"                                                  |
| Ștefan Plugaru (1938–2010)        |      | „Model de dăruire cauzei medicale și al omenescului cultivat în „cei șapte ani de acasă”"                            |
| Eugen Popușoi (1936–2001)         |      | „Profesor universitar, personalitate de rezonanță cu o amplă cultură enciclopedică"                                  |
| Ion Prisacari (1935–1996)         |      | „Profesor universitar, Om de stat cu nume de rezonanță în medicina autohtonă"                                        |
| Vasile Procopișin (1934–2008)     |      | „Ilustru savant și patriarh al farmaceuticii moldave"                                                                |
| Ipatie Sorocean (1900–1964)       |      | „Primul rector al Institutului de Stat de Medicină din Chișinău, cel mai grijuliu și iubitor părinte al studenților" |
| Nikolai Starostenko (1897–1972)   |      | „Rector, ilustru savant, fondator al școlii de medicină internă din Moldova"                                         |
| Valerian Stîrîkovici (1890–1962)  |      | „Profesor, fondator al școlii pediatrice din republică"                                                              |
| Boris Șarapov (1897–1969)         |      | „Ilustru savant, fondator al școlii naționale de neurochirurgie"                                                     |
| Nicolae Testemițanu (1927–1986)   |      | „Rector și ministru al Sănătății, academician, profesor și Om de stat"                                               |
| Constantin Țîbîrnă (1929–2010)    |      | „Patriarh al chirurgiei naționale, academician al AȘM"                                                               |
| Alexandra Vizitiu (1928–1990)     |      | „Prorector, emerit pedagog, practician și savant”                                                                    |
| Andrei Zorchin (1919–2005)        |      | „Profesor, fondator al școlii de fiziopatologie din republică"                                                       |
| Anatolie Zubkov (1900–1967)       |      | „Eminent savant, personalitate originală prin făptură și fapte"                                                      |